# Ed Leede
Edward Horst "Ed" Leede (Queens, Nueva York, 17 de julio de 1927-Denver, 24 de febrero de 2018) fue un baloncestista estadounidense que disputó dos temporadas en la NBA. Con 1,93 metros de estatura, jugaba en la posición de escolta.

## Trayectoria deportiva

### Universidad
Jugó durante cuatro temporadas con los Big Green del Dartmouth College, siendo elegido en todas ellas en el mejor quinteto de la Ivy League, promediando en su último año 16,0 puntos por partido. Es uno de los mejores anotadores de la historia de los Big Green, y el pabellón en el que disputan sus partidos se denomina Leede Arena en su honor.

### Profesional
Fue elegido en la vigésimo tercera posición del Draft de la BAA de 1949 por Providence Steamrollers, pero la franquicia desapareció antes del comienzo de la temporada, fichando entonces por los Boston Celtics. Allí disputó dos temporadas como titular, destacando la primera de ellas, en la que promedió 8,9 puntos y 2,0 asistencias por partido.

## Estadísticas de su carrera en la NBA

### Temporada regular
| Temporada | Edad | Equipo         | Liga | P   | TIT | MIN | TC  | TCA | %TC  | 3P | 3PA | %3P | TL  | TLA | %TL  | R.OF. | R.DEF. | REB | ASIS | ROB | TAP | PER | FP  | PTS |
| 1949-50   | 22   | Boston Celtics | NBA  | 64  |     |     | 2.7 | 7.9 | .343 |    |     |     | 3.5 | 4.9 | .706 |       |        |     | 2.0  |     |     |     | 2.6 | 8.9 |
| 1950-51   | 23   | Boston Celtics | NBA  | 57  |     |     | 2.1 | 6.5 | .322 |    |     |     | 2.5 | 3.3 | .741 |       |        | 2.1 | 1.7  |     |     |     | 2.5 | 6.6 |
| Total     |      |                | NBA  | 121 |     |     | 2.4 | 7.2 | .334 |    |     |     | 3.0 | 4.2 | .719 |       |        | 2.1 | 1.9  |     |     |     | 2.6 | 7.8 |

### Playoffs
| Temporada | Edad | Equipo         | Liga | P | MIN | TCA | TC | 3PA | 3P | TLA | TL | R.OF. | REB | ASIS | ROB | TAP | PER | FP | PTS | %TC  | %3P | %FT   | MIN | PTS | REB | AST |
| 1950-51   | 23   | Boston Celtics | NBA  | 2 |     | 1   | 7  |     |    | 1   | 1  |       | 0   | 2    |     |     |     | 3  | 3   | .143 |     | 1.000 |     | 1.5 | 0.0 | 1.0 |
| Total     |      |                | NBA  | 2 |     | 1   | 7  |     |    | 1   | 1  |       | 0   | 2    |     |     |     | 3  | 3   | .143 |     | 1.000 |     | 1.5 | 0.0 | 1.0 |